# Swanky JKA
Jideofor Kenechukwu Achufusi es un actor y modelo nigeriano, conocido profesionalmente como Swanky JKA. Es más conocido por su interpretación de Nnamdi Okeke en Living in Bondage: Breaking Free, así como por Neo en la serie dramática de Trace TV Crazy, Lovely, Cool. Ganó el premio Trailblazer en los Africa Magic Viewers Choice Awards 2020.

## Carrera profesional
Originalmente modelo, comenzó su carrera como actor interpretando papeles secundarios en las películas de Nollywood Poka Messiah, Black Rose, Pretty Little Thing, Ofu Obi y A Lonely Lane. Obtuvo mayor reconocimiento en 2019 al interpretar al carismático Nnamdi Okeke en la película Living in Bondage: Breaking Free, cuya actuación le valió una nominación como Mejor Actor y un premio Trailblazer en los Africa Magic Viewers 'Choice Awards 2020.

## Filmografía
| Año  | Título                           | Rol          | Notas                | Ref.   |
| ---- | -------------------------------- | ------------ | -------------------- | ------ |
| 2017 | Pretty Little Thing              | Michael      |                      | [ 6 ]  |
| 2018 | Blackrose                        | Nelo         |                      | [ 7 ]  |
| 2018 | Crazy, Lovely, Cool              | Neo          |                      | [ 8 ]  |
| 2018 | Lionheart                        | Reportero    |                      | [ 9 ]  |
| 2019 | Ofuobi                           | Jide         |                      | [ 10 ] |
| 2019 | Living in Bondage: Breaking Free | Nnamdi Okeke | Protagonista         | [ 11 ] |
| 2020 | Kambili: The Whole 30 Yards      | Chidi        |                      | [ 12 ] |
| 2021 | Dwindle                          |              | Junto a Broda Shaggi | [ 13 ] |

## Premios
| Año  | Premiación                           | Categoría                      | Película                         | Resultado | Ref.   |
| ---- | ------------------------------------ | ------------------------------ | -------------------------------- | --------- | ------ |
| 2018 | Premios Best of Nollywood            | Mejor actor principal (igbo)   | A Lonely Lane                    | Ganador   | [ 14 ] |
| 2018 | Premios Best of Nollywood            | Mejor actor principal (igbo)   | Ofu Obi                          | Nominado  | [ 10 ] |
| 2020 | Premios Africa Magic Viewers 'Choice | Mejor actor                    | Living in Bondage: Breaking Free | Nominado  |        |
| 2020 | Premios Africa Magic Viewers 'Choice | Premio Trailblazer             |                                  | Ganador   | [ 9 ]  |
| 2020 | Premios Best of Nollywood            | Mejor actor principal (inglés) | Living in Bondage: Breaking Free | Ganador   | [ 15 ] |
| 2020 | Premios Best of Nollywood            | Revelación del año (masculino) |                                  | Ganador   | [ 15 ] |
| 2020 | Premios Best of Nollywood            | Mejor actor principal (igbo)   | Nne                              | Nominado  | [ 16 ] |
| 2020 | Premios Best of Nollywood            | Mejor beso en una película     | Living in Bondage: Breaking Free | Nominado  | [ 16 ] |
| 2021 | Net Honours                          | Actor más popular              |                                  | Ganador   | [ 17 ] |